# Time Out of Mind
Time Out of Mind er det 30. studiealbum af den amerikanske sanger Bob Dylan, det blev udgivet den 30. september, 1997, af Columbia Records. Det var hans første dobbelt studiealbum (på vinyl) siden Self Portrait i 1970. Det blev også udgivet som en enkel CD.
For både fans  og kritikere markerede dette album Dylans kunstnerisk comeback  efter at han havde kæmpet med den musikalskeidentitet gennem 1980'erne; han havde ikke udgivet originale sange siden Under the Red Sky i 1990. Time Out of Mind bliver trukket frem som et af hans bedste albums, og det gik hen og vandt tre Grammy Awards,  blandt andet Album of the Year i 1998. Magasinet Uncut kårer det til årets album, og albummet er placereret på 408. pladsen på Rolling Stones liste fra 2003 over de 500 største albums igennem tiderne.

## Trackliste
1. Love Sick - 05:21
2. Dirt Road Blues - 03:36
3. Standing in the Doorway - 07:43
4. Million Miles - 05:52
5. Tryin' to Get to Heaven - 05:21
6. Til I Fell in Love with You -	05:17
7. Not Dark Yet – 06:29
8. Cold Irons Bound - 07:15
9. Make You Feel My Love - 03:32
10. Can't Wait - 05:47
11. Highlands - 16:31

## References
1. ↑  "#408 Time Out of Mind" Arkiveret 23. maj 2012 hos  Wayback Machine "The 500 Greatest Albums of All Time" November 1, 2003. Retrieved December 21, 2010.